# Fallopia japonica
La hierba nudosa japonesa (Fallopia japonica) es una especie herbácea perenne de la familia Polygonaceae nativa de Asia oriental en Japón, China, y Corea. En América del Norte y Europa, la especie ha sido clasificada como una especie invasora en varios países.

## Descripción
Fallopia japonica tiene tallos huecos con distintos nodos planteadas que le dan la apariencia del bambú, aunque no está relacionado. Mientras que los tallos pueden alcanzar un tamaño de 3-4 m, es típico ver a las plantas mucho más pequeñas en lugares donde brotan a través de grietas en el pavimento o en repetidas ocasiones se cortan. Las hojas son anchas ovaladas con una base truncada, de 7-14 cm de largo y 5-12 cm de ancho, con un margen entero. Las flores son pequeñas, de color crema o blanco, producido en racimos erectos de 6-15 cm de largo a finales de verano y principios de otoño. Especies cercanas incluyen Fallopia sachalinensis y Fallopia baldschuanica.

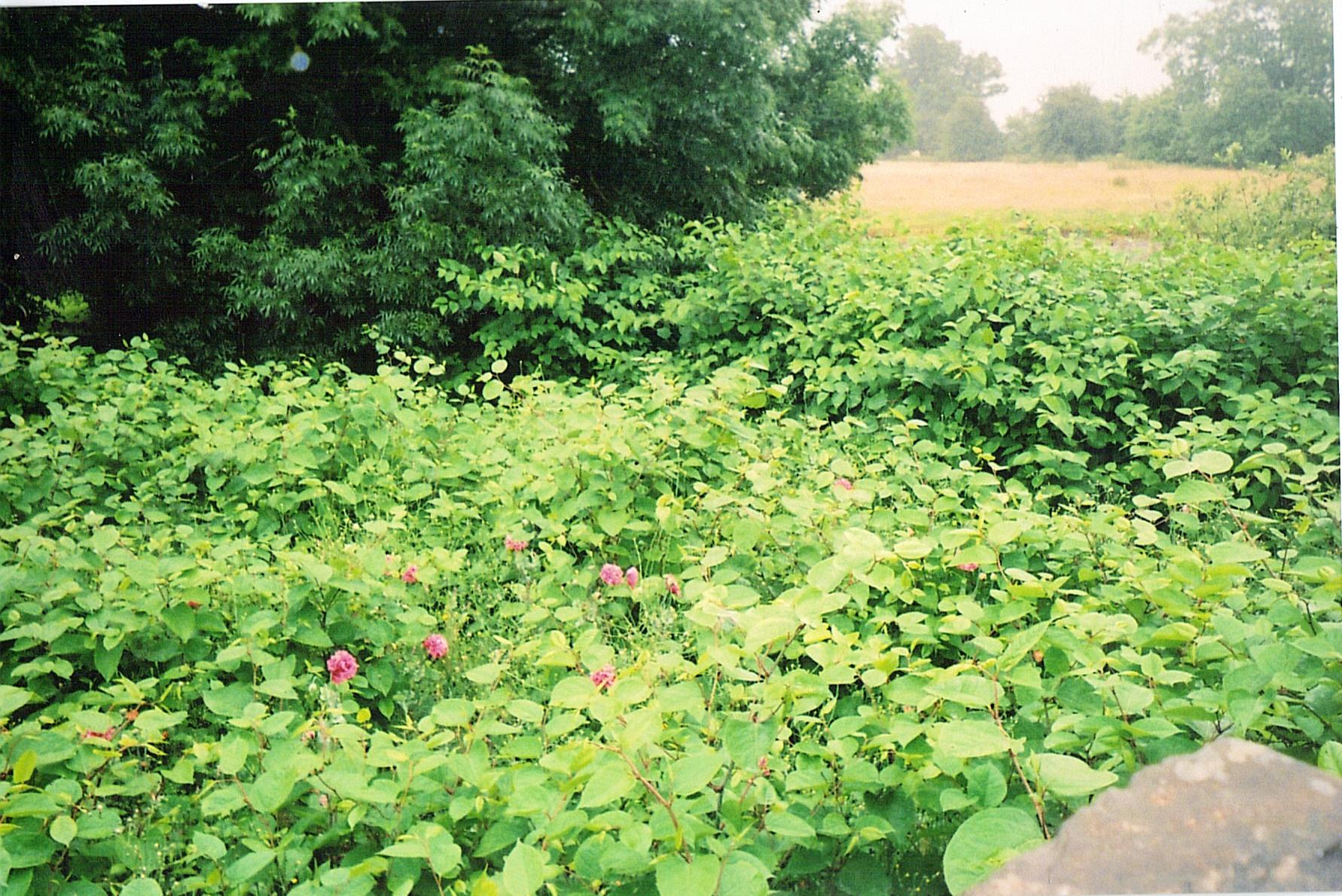
en Caersws, Wales in 2010

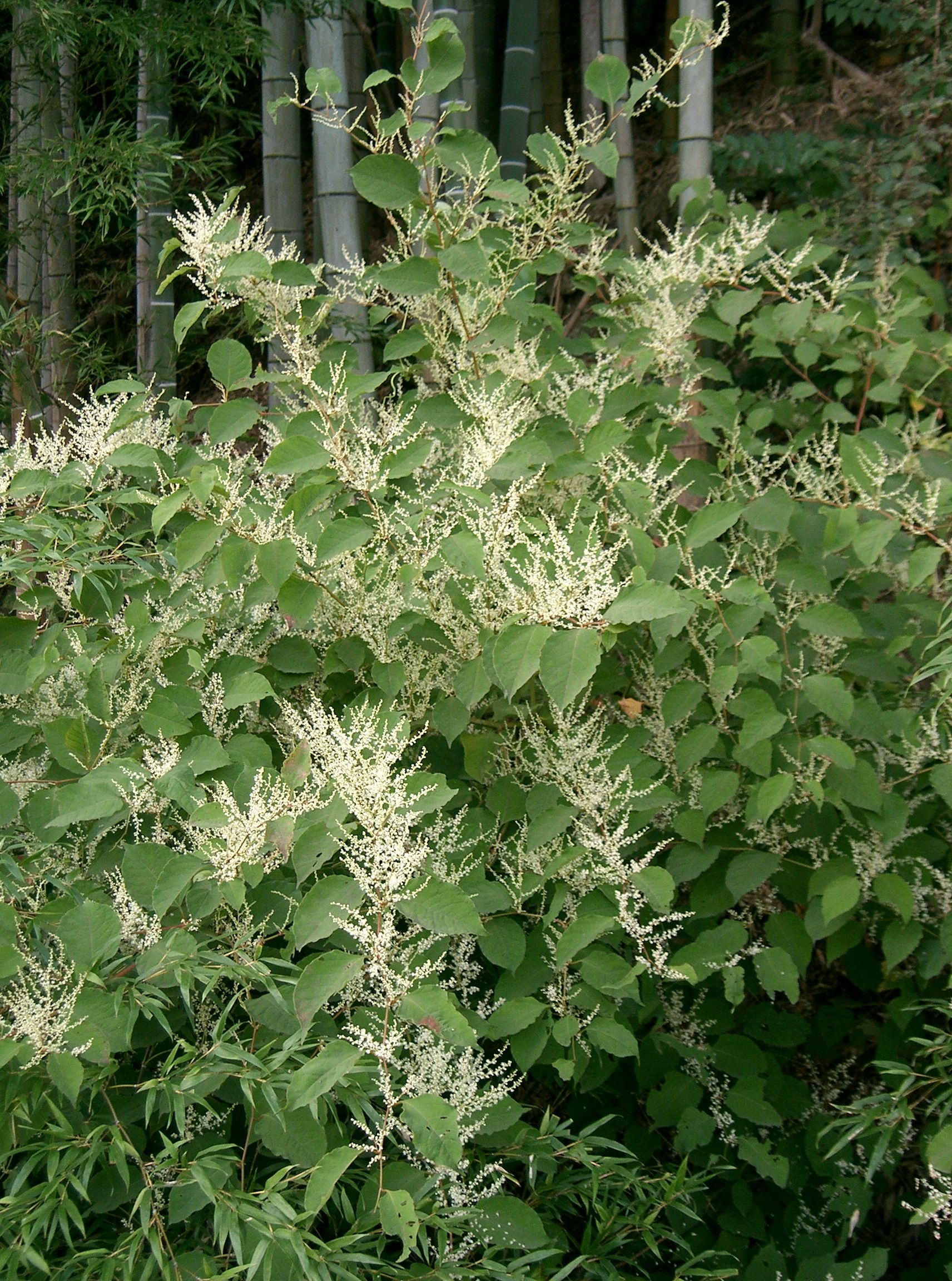
Vista de la planta

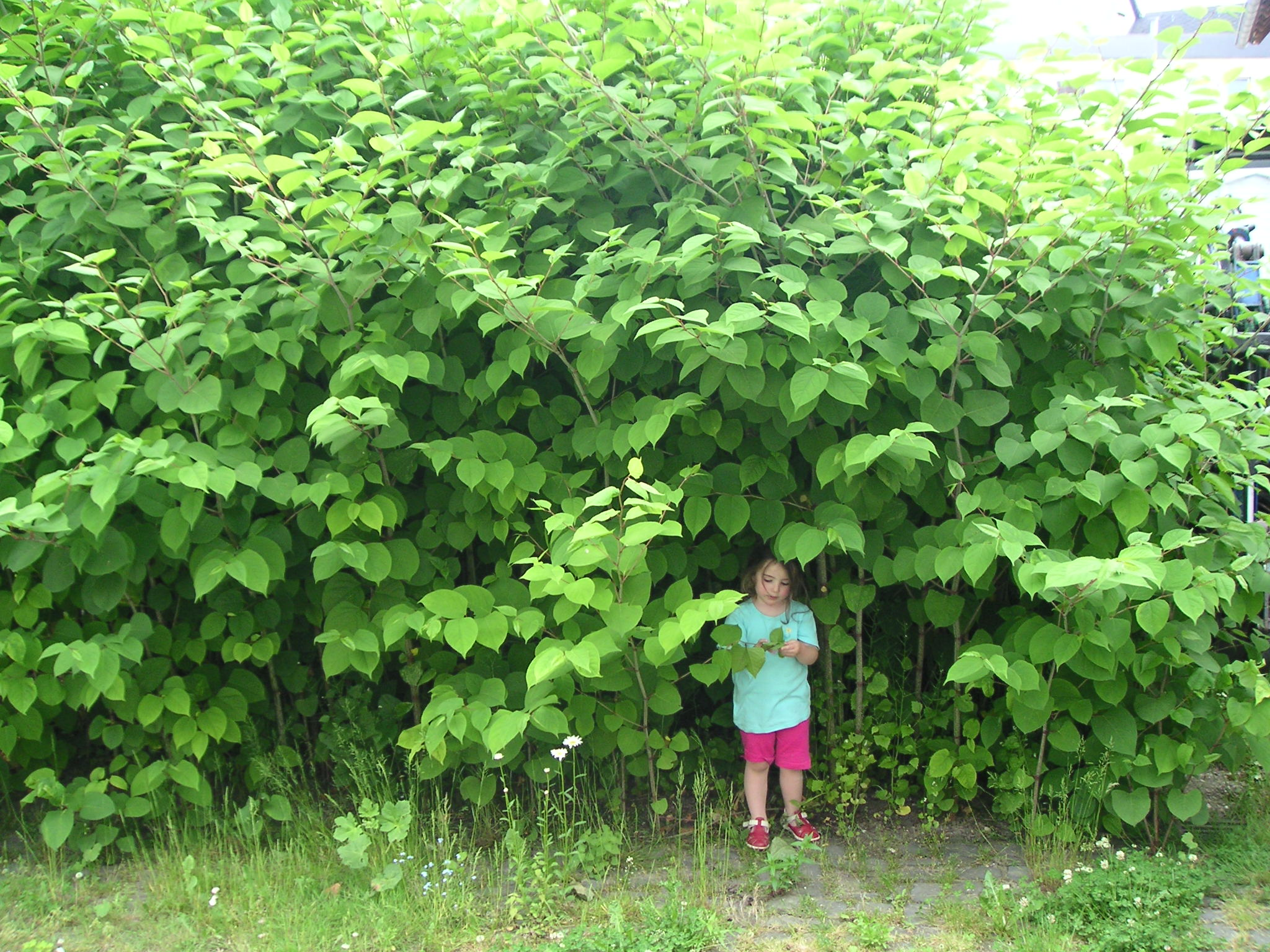
Vista de la planta

## Especie invasiva
Está clasificada por la Unión Internacional para la Conservación de la Naturaleza como una de las 100 peores especies invasoras del mundo.
Debido a su potencial colonizador y constituir una amenaza grave para las especies autóctonas, los hábitats o los ecosistemas, esta especie ha sido incluida en el Catálogo Español de Especies Exóticas Invasoras, regulado por el Real Decreto 630/2013, de 2 de agosto, estando prohibida en España su introducción en el medio natural, posesión, transporte, tráfico y comercio.
Su sistema radicular invasivo y un fuerte crecimiento pueden dañar las bases de cemento, los edificios, defensas contra inundaciones, carreteras, pavimentación, muros de contención y sitios arquitectónicos. También puede reducir la capacidad para controlar el agua de las defensas contra inundaciones en los canales.
Es un colonizador frecuente de los ecosistemas templados ribereños, bordes de caminos y lugares de residuos. Forma gruesas y densas colonias que completamente desplazan a otras especies herbáceas y ahora está considerada como una de las peores especies exóticas invasoras en zonas del este de los Estados Unidos. El éxito de la especie se ha atribuido en parte a su tolerancia de una muy amplia gama de tipos de suelo, el pH y la salinidad. Sus rizomas pueden sobrevivir a temperaturas de -35 °C ( y se puede extender 7 m (23 pies) horizontalmente y 3 m de profundidad, por lo que la eliminación por excavación extremadamente difícil.
La planta también es resistente al corte, por el rebrote vigoroso de las raíces. El método más eficaz de control es mediante herbicidas de aplicación cerca de la fase de floración a finales del verano o en otoño. En algunos casos es posible erradicar en una estación de crecimiento utilizando sólo herbicidas. Los ensayos en la Islas de la Reina Carlota (Haida Gwaii) de Columbia Británica con agua de mar rociada en el follaje han demostrado resultados prometedores, que pueden llegar a ser una opción viable para la erradicación, teniendo en cuenta la preocupación por la aplicación de herbicidas es demasiado grande. 
Dos agentes de control biológico de plagas que parecen ser prometedores en el control de la planta son el psílido Aphalara itadori y una mancha de la hoja de hongos del género Mycosphaerella.

## Taxonomía
Fallopia japonica fue publicado por  Ronse Decraene en Botanical Journal of the Linnean Society 98(4): 369. 1988.
sobre una Reynoutria descrita por Martinus Houttuyn
Sinonimia
- Pleuropterus cuspidatus (Siebold & Zucc.) H. Gross
- Polygonum cuspidatum Siebold & Zucc.
- Polygonum reynoutria Makino
- Reynoutria henryi Nakai
- Reynoutria japonica Houtt.
- Tiniaria japonica (Houtt.) Hedberg[7]